# Mẫu Sơn, Lạng Sơn
Mẫu Sơn là một xã nằm trên sườn phía nam dãy núi Mẫu Sơn thuộc tỉnh Lạng Sơn, Việt Nam.
- Phía tây bắc và tây giáp xã Gia Cát, xã Công Sơn và xa Mẫu Sơn huyện  Cao Lộc;
- Phía đông giáp huyện Ninh Minh Quảng Tây Trung Quốc;
- Phía nam giáp các xã Khánh Xuân, Đồng Bục, Hữu Khánh và Yên Khoái;

Theo thống kê năm 2019, xã Mẫu Sơn có diện tích 65,4 km², dân số là 1.251 người, mật độ dân số 19 người/km².  Xã Mẫu Sơn và xã Ái Quốc là 2 xã của huyện có gần 100% dân tộc Dao sinh sống.